# Board track racing

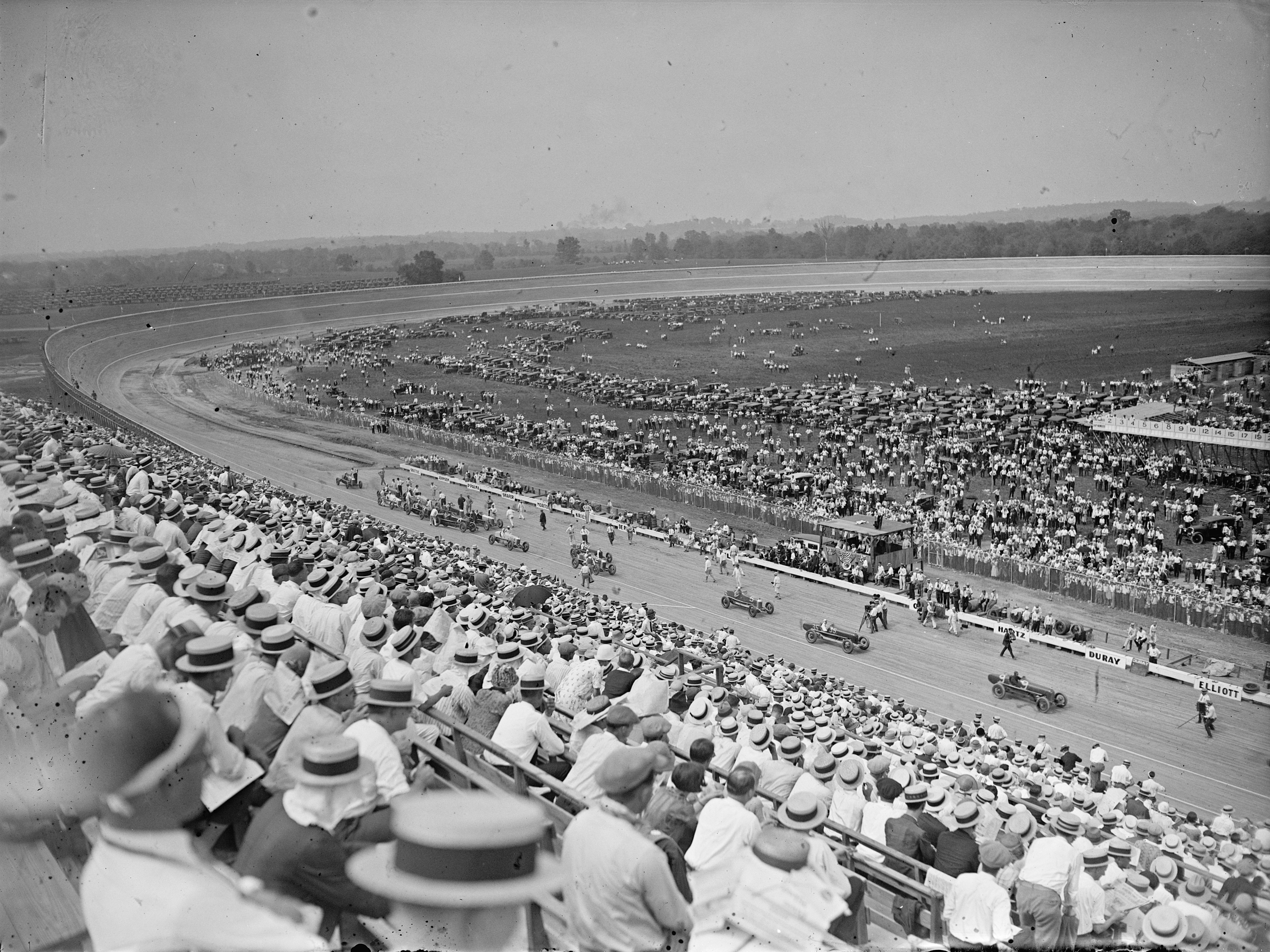
Équipes sur la grille de départ d'une course au Baltimore-Washington Speedway en 1925.

Les courses de board track (courses sur piste en bois) étaient un type de sport mécanique populaire aux États-unis pendant les années 1910 et 1920. Les compétitions se déroulaient sur des pistes circulaires ou ovales, avec des surfaces composées de planches de bois. Ce type de tracés, appelés motordromes, fut d'abord utilisés pour les motos de compétition avant d'être adaptés pour une utilisation par différents types de voitures de course. La majorité des courses du championnat national américain furent disputées sur ce type de circuits au cours des années 1920.
Ce type de pistes proliféra en partie parce qu'elles étaient peu coûteuses à construire. Cependant elles souffraient d'une usure rapide et nécessitaient beaucoup d'entretien pour rester utilisables. Beaucoup de pistes ont fonctionné moins de trois ans avant d'être définitivement abandonnées.
Avec le début de la Grande Dépression dans les années 1930, les courses sur pistes en bois disparurent rapidement. Cependant, plusieurs de ses aspects les plus notables ont continué à influencer les sports mécaniques américains jusqu'à ce jour : l'aspect technique de la vitesse brute produite par la forte inclinaison de la rampe; une largeur de piste suffisante pour permettre des dépassements réguliers entre concurrents; le développement de vastes tribunes ou de sièges pour spectateurs de style stade entourant de nombreux circuits.

## Historique

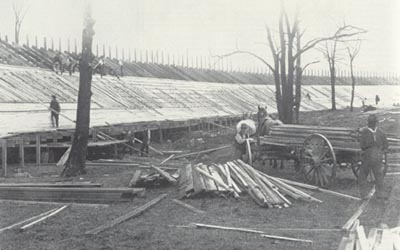
Construction d'une piste à Uniontown, en Pennsylvanie, en 1916

La première piste de board track pour la course automobile fut la piste circulaire du Los Angeles Motordrome, construite en 1910 dans la région qui deviendra plus tard la ville de Playa del Rey district . Basée sur la même technique que les vélodromes européens utilisés pour les courses de vélos de compétition, cette piste et d'autres comme elles furent construites avec des planches de 51 mm par 102 mm, le plus souvent avec des virages en dévers pouvant aller jusqu'à 45°. Dans certains cas, comme pour la piste de Culver City, la pente était de 50 degrés voire plus . D'autres pistes construites plus tard étaient plus longues, jusqu'à 3 km en 1915, et les temps de passage de vitesses dépassant les 161 km/h étaient monnaie courante ,,.
L'intérêt dans les sports mécaniques explosa au cours de cette période et, en 1929, au moins 24 pistes de board track avaient été construites à travers le pays. Pourtant dès 1931, 20 des 24 pistes avaient déjà été fermées ou abandonnées, et à partir de 1932 il n'y avait plus de championnats de courses sur pistes en bois ,. Ces pistes étaient relativement peu coûteuses à construire par rapport à des installations permanentes. Le coût total de fabrication de la piste de 3 km du Tacoma Speedway était par exemple de seulement de 100 000 $ en 1915, en comparaison des 700 000 $ dépensés en 1909, juste pour paver les 4,0 km de l'Indianapolis Motor Speedway ,.
| [ 7 ]                           |                             |          |             |
| Los Angeles Motordrome          | Playa del Rey, Californie   | 1,6 km   | 1910 - 1913 |
| Oakland Motordrome              | Elmhurst, Californie        | 0,8 km   | 1911 - 1913 |
| Speedway Park                   | Chicago, Illinois           | 3,2 km   | 1915 - 1918 |
| Des Moines Speedway             | Valley Junction, Iowa       | 1,6 km   | 1915 - 1917 |
| Omaha Speedway                  | Omaha, Nebraska             | 2,01 km  | 1915 - 1917 |
| Sheepshead Bay Speedway         | Brooklyn, New York          | 3,2 km   | 1915 - 1919 |
| Tacoma Speedway                 | Tacoma, Washington          | 3,2 km   | 1915 - 1922 |
| Uniontown Speedway              | Hopwood, Pennsylvanie       | 1,811 km | 1916 - 1922 |
| Cincinnati Motor Speedway       | Sharonville, Ohio           | 3,2 km   | 1916 - 1919 |
| Beverly Hills Speedway          | Beverly Hills, Californie   | 2,01 km  | 1920 - 1924 |
| Fresno Speedway                 | Fresno, Californie          | 1,6 km   | 1920 - 1927 |
| San Francisco Speedway          | San Carlos, Californie      | 2,01 km  | 1921 - 1922 |
| Cotati Speedway                 | Santa Rosa, Californie      | 2,01 km  | 1921 - 1922 |
| Kansas City Speedway            | Kansas City, Missouri       | 2,01 km  | 1922 - 1924 |
| Altoona Speedway                | Altoona, Pennsylvanie       | 2,01 km  | 1923 - 1931 |
| Charlotte Speedway              | Pineville, Caroline du nord | 2,01 km  | 1924 - 1927 |
| Culver City Speedway            | Culver City, Californie     | 2,01 km  | 1924 - 1927 |
| Rockingham Park                 | Salem, New Hampshire        | 2,01 km  | 1925 - 1928 |
| Baltimore-Washington Speedway   | Laurel, Maryland            | 1,811 km | 1925 - 1926 |
| Fulford - Miami Speedway        | Fulford, Floride            | 2,01 km  | 1926 - 1927 |
| Atlantic City Speedway          | Hammonton, New Jersey       | 2,4 km   | 1926 - 1928 |
| Akron-Cleveland Speedway        | Northampton Township, Ohio  | 0,8 km   | 1926 - 1930 |
| Pittsburgh-Bridgeville Speedway | Bridgeville, Pennsylvanie   | 0,8 km   | 1927 - 1930 |
| Woodbridge Speedway             | Woodbridge, New Jersey      | 0,8 km   | 1929 - 1931 |

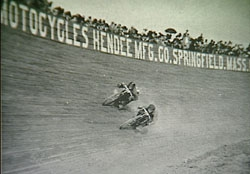
Motos de course sur un board track en 1911

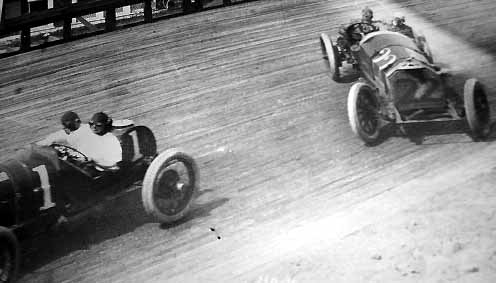
Barney Oldfield (à gauche), pilotant une voiture sur un board track en 1915

Les courses sur ces pistes ont souvent attiré de nombreux spectateurs payants. En 1915, une foule de 80 000 personnes fut signalée à Chicago. Trois semaines après seulement, 60 000 avaient assisté à l'Indianapolis 500. Relativement petite et isolée la ville de Tacoma (population de 83 000 habitants en 1910) avait reçu 35 000 personnes venues voir une course un an avant ,. Pour attirer à la fois des pilotes et des spectateurs, les organisateurs de course offraient ce qui était considéré comme de sensationnelles primes en argent. Un gain total de 25 000 $ n'était pas rare à l'époque de la Première Guerre mondiale ,.
Après la Première Guerre mondiale le conseil d'administration de l'Automobile Association of America reprit et réorganisa le système du Championnat National . À partir du début de la saison 1920 jusqu'à la fin de 1931, l'AAA sélectionna un total de 123 courses de championnat sur 24 pistes de course différentes. 82 de ces courses furent courues sur des pistes en bois (12 le furent sur les briques d'Indianapolis et 29 autres sur des pistes de terre ou sur route) .

## Sécurité

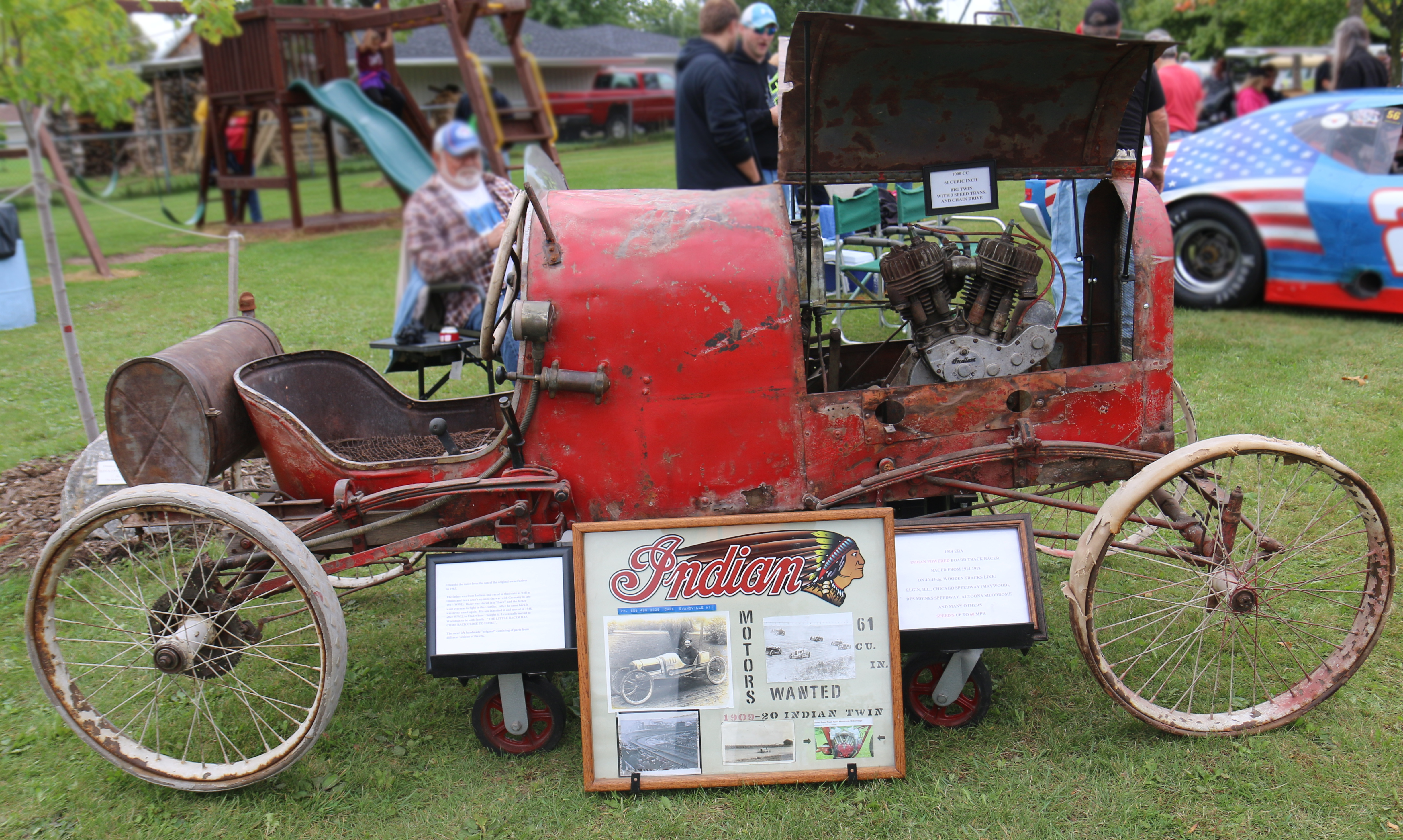
Voiture ayant couru quelques courses sur piste en bois

La première piste à Playa del Rey était inclinée avec un rapport de 3:1 (environ 20°), mais les pistes suivantes furent construites avec une plus grande inclinaison et certaines pistes moto furent même inclinées jusqu'à 60° ,. Si aujourd'hui la conception physique d'une telle piste parait évidente, cela n'était pas le cas à cette époque jusqu'à la construction du Beverly Hills track en 1919. C'est seulement à partir de cette date que les constructeurs commencèrent à intégrer les connaissances en ingénierie qui étaient utilisées dans les chemins de fer depuis des décennies. À Beverly Hills, le concepteur Art Pillsbury, qui travailla par la suite sur plus de la moitié des pistes du championnat national, fut le premier à utiliser la courbe de transition de voie et ses effets sur le pilotage. Selon Pillsbury, correctement conçue, cette piste pouvait être conduite sans intervention du pilote sur la direction, la voiture s'orientant d'elle-même, simplement en raison de la géométrie de la piste .

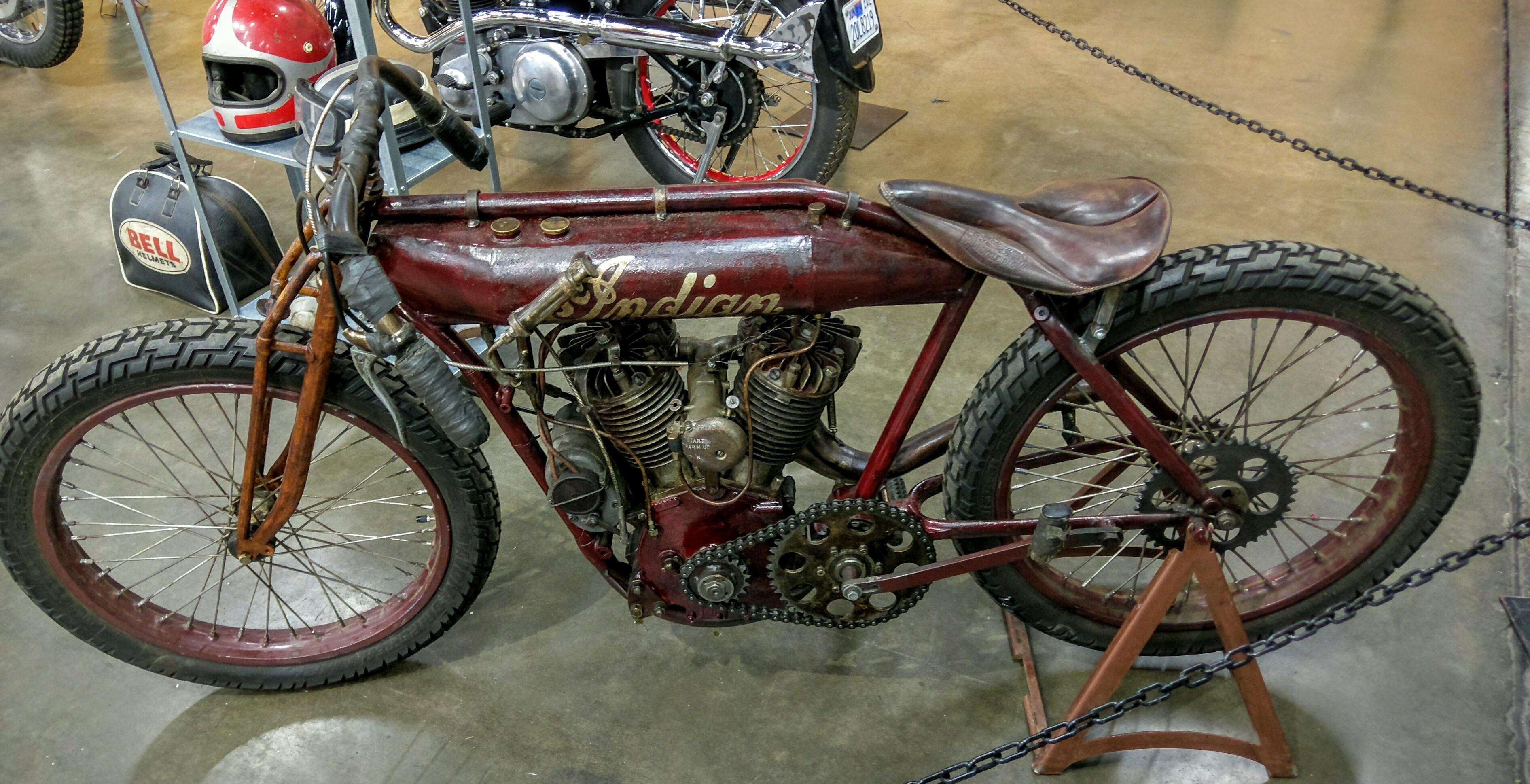
Indian Board Track Racer de 1912, exposé au Californie Automobile Museum

Les effets de ces changements furent des vitesses plus élevées en virage et plus de G pour les pilotes, mais pas nécessairement une plus grande sécurité. Les accidents mortels continuèrent d'augmenter sur les pistes dans les années 1920 notamment quatre pilotes vainqueurs de l'Indianapolis 500. Trois sur la piste d'Altoona (une autre piste de Pillsbury) à Tipton, Pennsylvanie, et trois la même année ou ces pilotes avaient remporté Indianapolis. Le vainqueur des 500 miles d'Indianapolis 1919, Howdy Wilcox trouva la mort dans une course le 4 septembre 1923. Le vainqueur ex-æquo de 1924, Joe Boyer, et celui de 1929, Ray Keech, eurent des accidents mortels à l'entrainement la même année que leur victoires à l'Indianapolis 500. L'accident de Keech eu lieu seulement dix-sept jours après sa victoire, le 15 juin 1929. Gaston Chevrolet, le vainqueur des 500 miles d'Indianapolis 1920, trouva la mort cet automne, le 25 novembre 1920, le jour de la course de Thanksgiving à Beverly Hills .
Même lorsque les voitures n'avaient pas d'accident, courir sur ces pistes était extrêmement dangereux en raison des éclats de bois, des débris, et de la technologie primitive des pneus de l'époque ,. Un pilote racontait ces histoires sur des éclats de bois enfoncés dans le visage des pilotes, et les soudaines défaillances des pneus causées par l'état de la piste . Les voitures étaient équipées de dispositifs anti-éclats pour protéger leurs radiateurs  mais les autres dispositifs de protection n'avaient pas encore été inventés (ceintures de sécurité, arceau de sécurité ou protection contre l'incendie) . Les pilotes étaient souvent éjectés de leurs voitures, retombant de plusieurs mètres, et souvent même percutés par leur propre voiture ou par un autre concurrent. Pete DePaolo écrivit dans son livre Wall Smacker que les courses sur ces pistes étaient «une grande sensation, se déchirant autour d'une piste de vitesse en esquivant trous et bouts de bois volant».
Sur les Motordromes, la situation était aussi très dangereuse, et le danger était aggravé par l'absence pour les coureurs d'équipement de sécurité appropriés . Les admirateurs étant assis au-dessus de la piste, lorsqu'un coureur perdait le contrôle il pouvait glisser hors de la piste et partir dans la foule. Beaucoup de pilotes tués dans des accidents entraînèrent également la mort de spectateurs. Le motordrome de Nutley, New Jersey, une piste de 1/8 mi (201,168 m) de forme ovale inclinée à 45° (générant des temps au tour de 8 secondes ou moins), et construit à partir de bois de sciage de 1 po × 12 po (25 mm × 305 mm), était "sans conteste le plus meurtrier" . Le 8 septembre 1912, "Texas Cyclone" Eddie Hasha fut tué sur un Motordrome à Newark dans le New Jersey. Cet accident entraina également la mort d'un autre pilote, de quatre spectateurs et en blessa dix de plus. Ces décès firent la une du New York Times , et la presse a commencé à appeler les circuits courts de 1/4 et 1/3 de miles des "Murderdromes" . Les courses de championnat moto de 1913 furent courues sur des pistes de terre car cette surface était plus sûre . L'organisation nationale des courses de moto finit par interdire toutes les compétitions sur des pistes en bois plus courtes que 2 km en 1919 . Un à un les fabricants retirèrent leur soutien en raison de la publicité négative.

## La fin des courses sur pistes

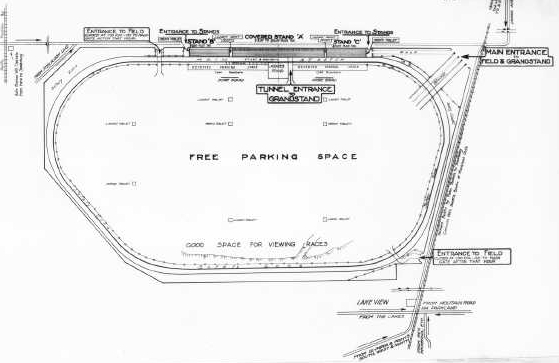
Les vitesses de qualification au two-mile Tacoma Speedway, ont été parfois plus rapides que ceux d'Indianapolis.

Un contributeur majeur à la disparition des pistes de board tracks fut également le coût élevé de maintenance. À cette époque on ne disposait pas de produit de préservation du bois et, en fonction du climat, les pistes avaient besoin, en moyenne, de nouveaux panneaux de bois tous les cinq ans. Le re-surfaçage nécessitait un million de pieds-planche de nouvelles lattes de bois par 2,01 km de voie, ce qui rapporté au coût actuel, aurait coûté autour de 125 000 $. Ainsi, au cours de la dernière décennie des pistes de board track, des charpentiers réparaient les pistes par-dessous, parfois même au cours d'une course, tandis que les voitures roulaient à plus de 193 km/h.
Un autre facteur est qu'à mesure que la vitesse augmentait, le dépassement devenait plus difficile. La voiture la plus rapide gagnait ainsi presque toujours la course, tant que le véhicule tenait assez longtemps pour terminer la course. Cela conduisit les spectateurs à se détourner de ces courses pour celles moins prévisibles qui avait lieu sur des pistes de terre .
Bien que les courses de board track aient disparu de la scène des championnats nationaux en 1932, quelques petites pistes continuèrent à fonctionner pendant quelques années. Comme le Coney Island Vélodrome qui accueilli des courses de midget au moins jusqu'en 1939, et le Castle Hill Speedway dans le Bronx qui faisait également courir des midgets dans les années 1940 ,.